# Pseudanodonta complanata
Anodonte comprimée
Espèce
Statut de conservation UICN

 EN  : En danger

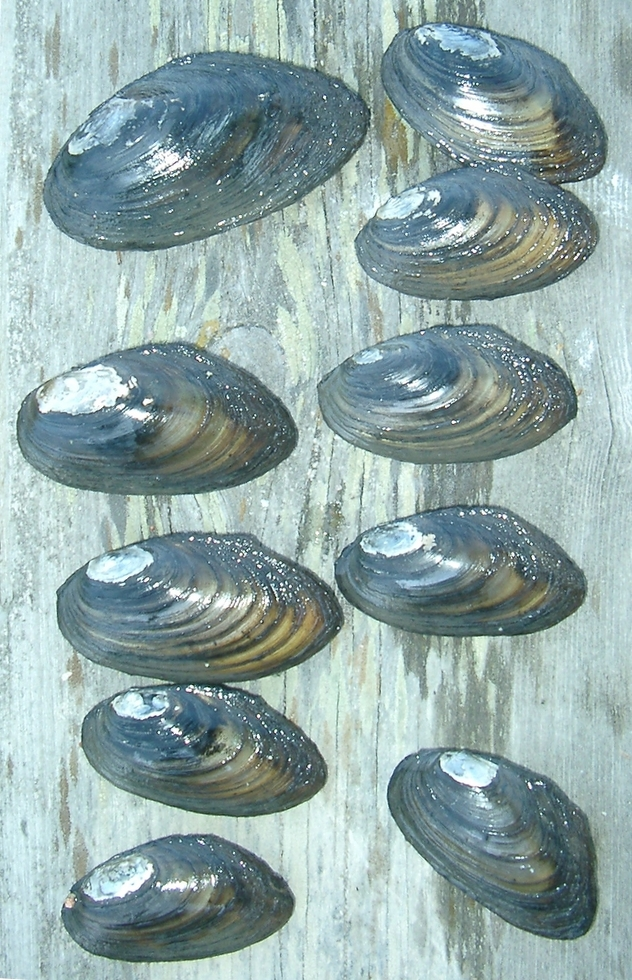
Dix individus vivants de l'Anodonte comprimée.

Pseudanodonta complanata, l’Anodonte comprimée, est une espèce de moules d'eau douce, un mollusque bivalve aquatique de la famille des Unionidae (moules de rivière ou moules d'eau douce). Le nom vernaculaire de l'espèce vient de la forme aplatie de sa coquille.
Cette espèce est présente dans tout le nord de l'Europe, mais elle est en voie de disparition.
La survie de cette espèce serait menacée par la pollution et le dragage de cours d'eau dans lequel elle vit. L'espèce peut être confondue avec Anodonta anatina ou avec une forme juvénile d'Anodonta cygnea.

## Répartition
Son aire de distribution est européenne. La présence de l'espèce a été enregistrée dans les pays suivants :
- République tchèque - Bohême, en Moravie[1], en voie de disparition (EN). Elle est en voie de disparition en Bohême et en danger critique d'extinction, en Moravie[2],[3].
- Estonie - présent.
- Finlande - pas rares.
- Allemagne
  - en danger critique d'extinction (vom Aussterben bedroht)[4]
  - Inscrites comme espèces strictement protégées et spécialement protégées,
- Pays-bas - présent[5]
- Pologne - en voie de disparition[6]
- Slovaquie - en voie de disparition[7]
- Royaume-Uni - voir le plan d'Action pour Pseudanodonta complanata, (Îles Britanniques cotées dans la Liste des espèces en voie de disparition dans les Îles Britanniques)
- Suède - rare[8]
- France (dont dans la Seine à Paris)[9]

## Systématique
Le nom valide complet (avec auteur) de ce taxon est Pseudanodonta complanata (Rossmässler, 1835).
L'espèce a été initialement classée dans le genre Anodonta sous le protonyme Anodonta complanata Rossmässler, 1835.
Ce taxon porte en français les noms vernaculaires ou normalisés suivants : Anodonte comprimée, Anodonte de la Garonne, Anodonte de la Loire, Anodonte de la Moselle, Anodonte de la Saône.
Pseudanodonta complanata a pour synonymes :

- Anodonta complanata var. compacta Zelebor, 1851
- Anodonta complanata var. cristata Moquin-Tandon, 1856
- Anodonta complanata var. jijiana Nicodim, 1909
- Anodonta complanata var. tumida Zelebor, 1851
- Pseudanodonta compacta kuesteri F. Haas, 1913
- Pseudanodonta complanata lacustrina Grossu, 1962
- Pseudanodonta complanata var. savensis Kobelt & F. Haas, 1910
- Pseudanodonta complanata var. sobriewskii Rosen, 1925
- Pseudanodonta elongata milachevitchi Starobogatov & Pirogov, 1970
- Pseudanodonta elongata var. silesiaca Kobelt, 1910
- Pseudanodonta nordenskioldi var. maelarensis Kobelt, 1911
- Pseudanodonta pechaudi var. inflata Germain, 1904
- Pseudanodonta rossmaessleri var. euxina Kobelt, 1911
- Alasmodonta berlani Bourguignat, 1870
- Alasmodonta penchinati Bourguignat, 1870
- Anodonta (Pseudanodonta) acutalis Westerlund, 1894
- Anodonta (Pseudanodonta) nicarica F. Haas, 1908
- Anodonta borealis Kobelt, 1890
- Anodonta complanata Rossmässler, 1835
- Anodonta dorsuosa Drouët, 1881
- Anodonta elongata Holandre, 1836
- Anodonta gratelupiana Gassies, 1849
- Anodonta jobae Dupuy, 1849
- Anodonta klettii Rossmässler, 1835
- Anodonta middendorffi Siemaschko, 1848
- Anodonta normandi Dupuy, 1849
- Anodonta siliqua Küster, 1853
- Pseudanodonta anticomplanata Locard, 1890
- Pseudanodonta berlani (Bourguignat, 1870)
- Pseudanodonta compacta (Zelebor, 1851)
- Pseudanodonta danubialis Bourguignat, 1880
- Pseudanodonta ellipsiformis Bourguignat, 1880
- Pseudanodonta elongata (Holandre, 1836)
- Pseudanodonta klettii (Rossmässler, 1835)
- Pseudanodonta letourneuxi Bourguignat, 1880
- Pseudanodonta ligerica Bourguignat, 1880
- Pseudanodonta limosina Dumas, 1895
- Pseudanodonta mecyna Bourguignat, 1880
- Pseudanodonta nordenskioldi Bourguignat, 1880
- Pseudanodonta occidentalis Coutagne, 1895
- Pseudanodonta pancici Bourguignat, 1880
- Pseudanodonta pechaudi Locard, 1890
- Pseudanodonta penchinati (Bourguignat, 1870)
- Pseudanodonta praeclara Bourguignat, 1880
- Pseudanodonta rayii Bourguignat, 1880
- Pseudanodonta rossmaessleri Bourguignat, 1880
- Pseudanodonta schumanni Servain, 1890
- Pseudanodonta scrupea Bourguignat, 1880
- Pseudanodonta servaini Locard, 1885
- Pseudanodonta tanousi Bourguignat, 1880